# 粟ヶ岳固定局
粟ヶ岳固定局（あわがたけこていきょく）は、静岡県掛川市の粟ヶ岳にある無線通信の中継施設群。
静岡県内の各テレビ局・ラジオ局が西部地区の放送ネットワークのハブとして中継局を設置、他の通信事業者なども中継局を設置している。

## 県内各放送局
- 日本放送協会（NHK）NHK静岡放送局
  - NHKの施設では放送電波の中継局としての役割のほか、中継車やヘリコプターから伝送された映像・音声をNHK静岡放送局へ中継する役割を持っている（フジヤマの金3より）
  - 1970年10月1日からは、FMステレオ放送で、東京のFM局からの放送波中継の経由局としての役割を、全国放送のPCMデジタルステレオ回線が導入される迄行っていた（それまでは（静岡局のFM開局時から）送信所にて、東京のFM局の電波を直接受信して中継していた）。[1]
- 静岡放送（SBSテレビ・SBSラジオ）
- テレビ静岡（SUT）
- 静岡朝日テレビ（SATV）
- 静岡第一テレビ（SDT）
- 静岡エフエム放送（K-MIX）
  - 親局（日本平デジタルタワー）と浜松中継局、島田中継局などを結ぶSTL・TSL回線の中継に使用。

## その他
他に以下の企業・団体が粟ヶ岳に無線中継局を設置している。
- 国土交通省
- NTT西日本
- NTTドコモ